# Nesiotites hidalgo
Nesiotites hidalgo är en utdöd däggdjursart som beskrevs av Charles Spence Bate 1945. Nesiotites hidalgo ingår i släktet Nesiotites och familjen näbbmöss. Inga underarter finns listade i Catalogue of Life.
Arten levde på Balearerna. Den fanns troligen kvar när människan för 7000 år sedan kom till öarna och den dog troligen ut under historisk tid. Däremot var den år 1500 redan utdöd och den listas därför inte av IUCN.